# Fort d'Alprech
Het Fort d'Alprech is één der drie forten in de tot het Franse departement Pas-de-Calais behorende plaats Le Portel.

## Geschiedenis
Na de Frans-Duitse Oorlog (1870) werden de vestingwerken verouderd bevonden. Voorzitter Adolphe Thiers van de Derde Franse Republiek beval om de vestingwerken te moderniseren en geniegeneraal Séré de Rivières kreeg de opdracht daartoe. Het fort werd van 1875-1880 gebouwd in het kader van het Séré de Rivières-systeem. In de kazematten konden honderd manschappen verblijven. Ook zijn er magazijnen, onder andere voor buskruit. Het fort was voorzien van geschutstukken om de haven van Boulogne-sur-Mer te beschermen.
Het fort deed dienst tijdens de Eerste Wereldoorlog, maar tijdens de Tweede Wereldoorlog werd het bezet door de Duitsers, die er nog aan verbouwden.

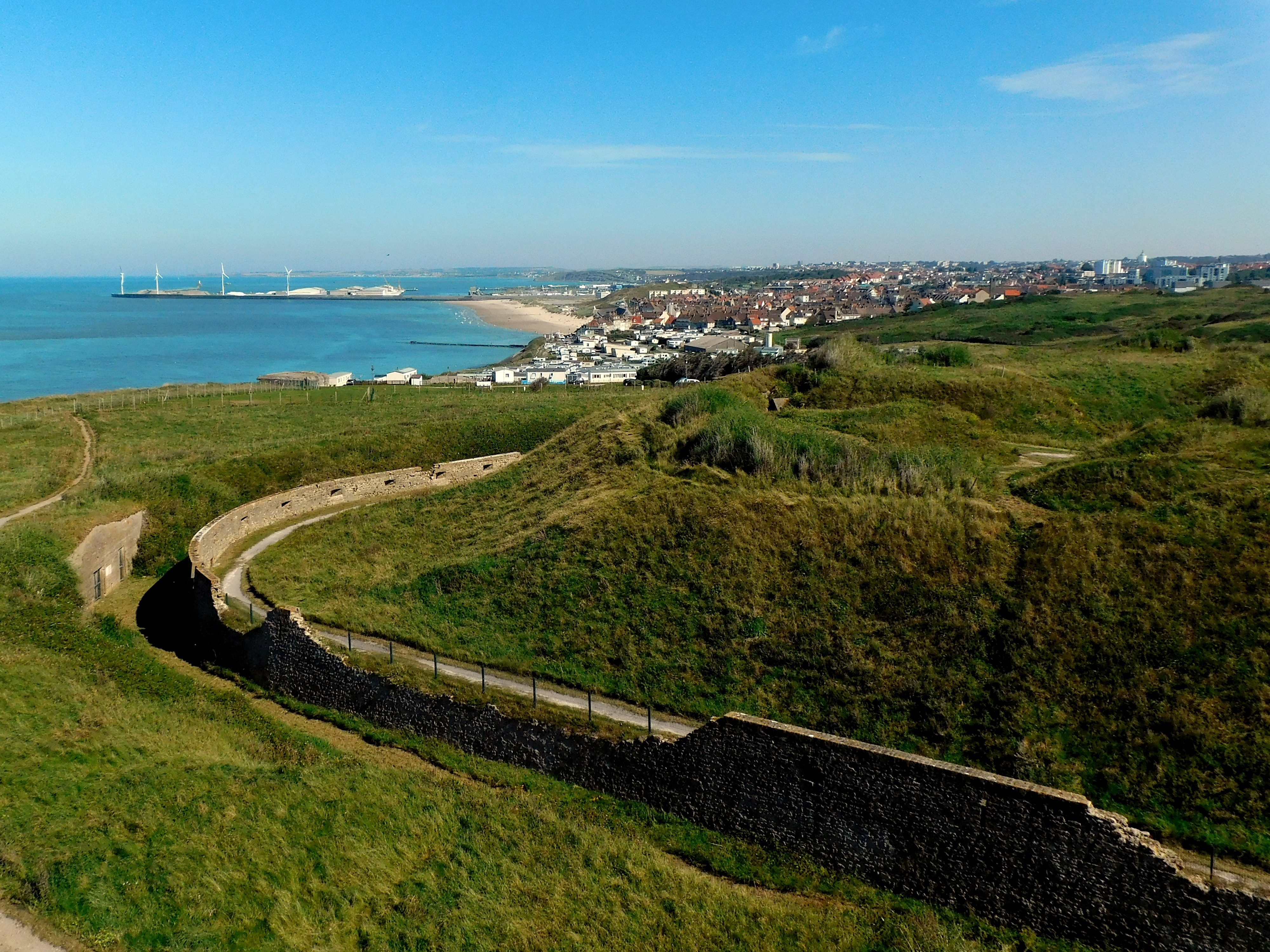
Fort d'Alprech uit 1879
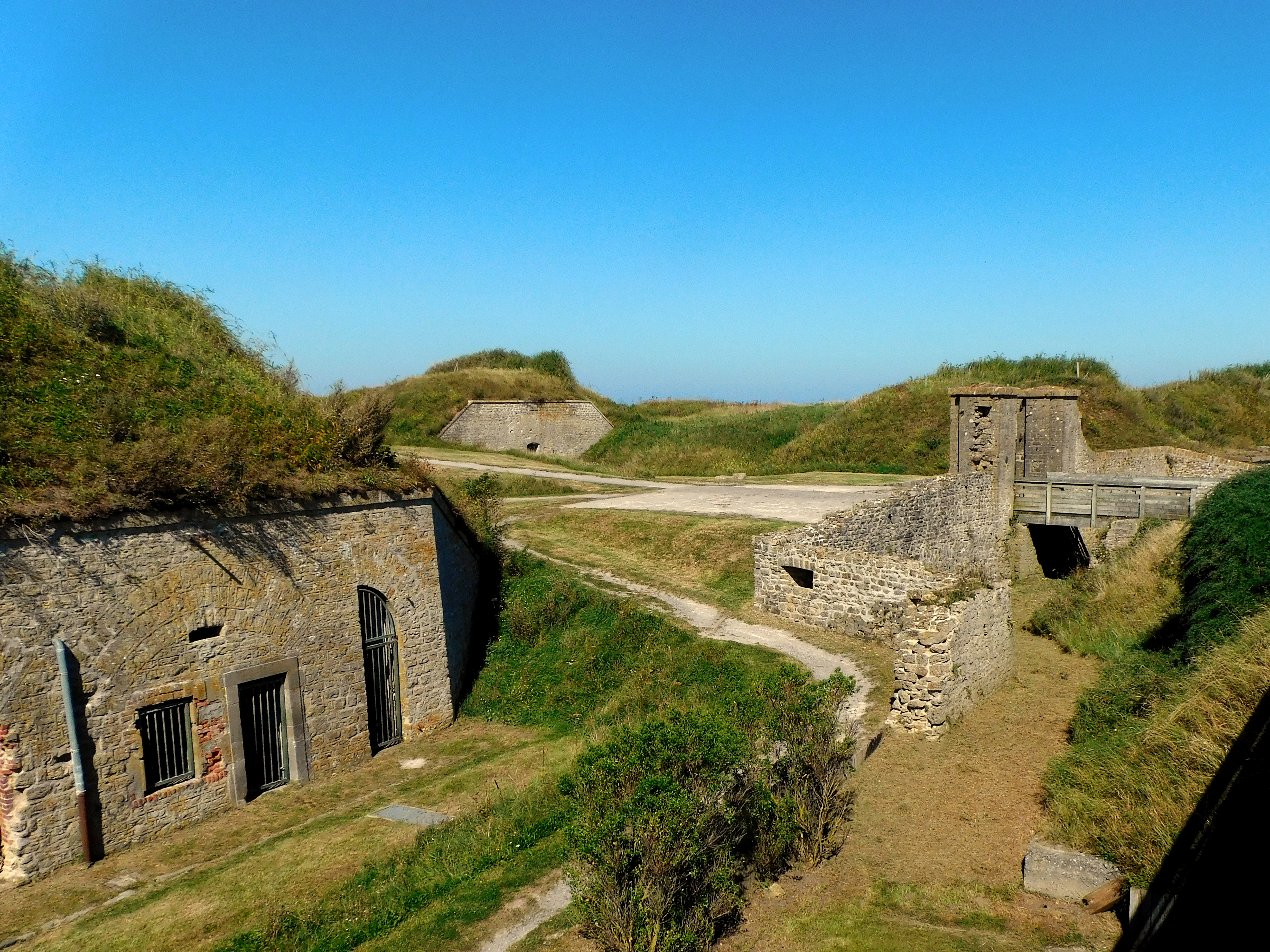
Fort d'Alprech uit 1879
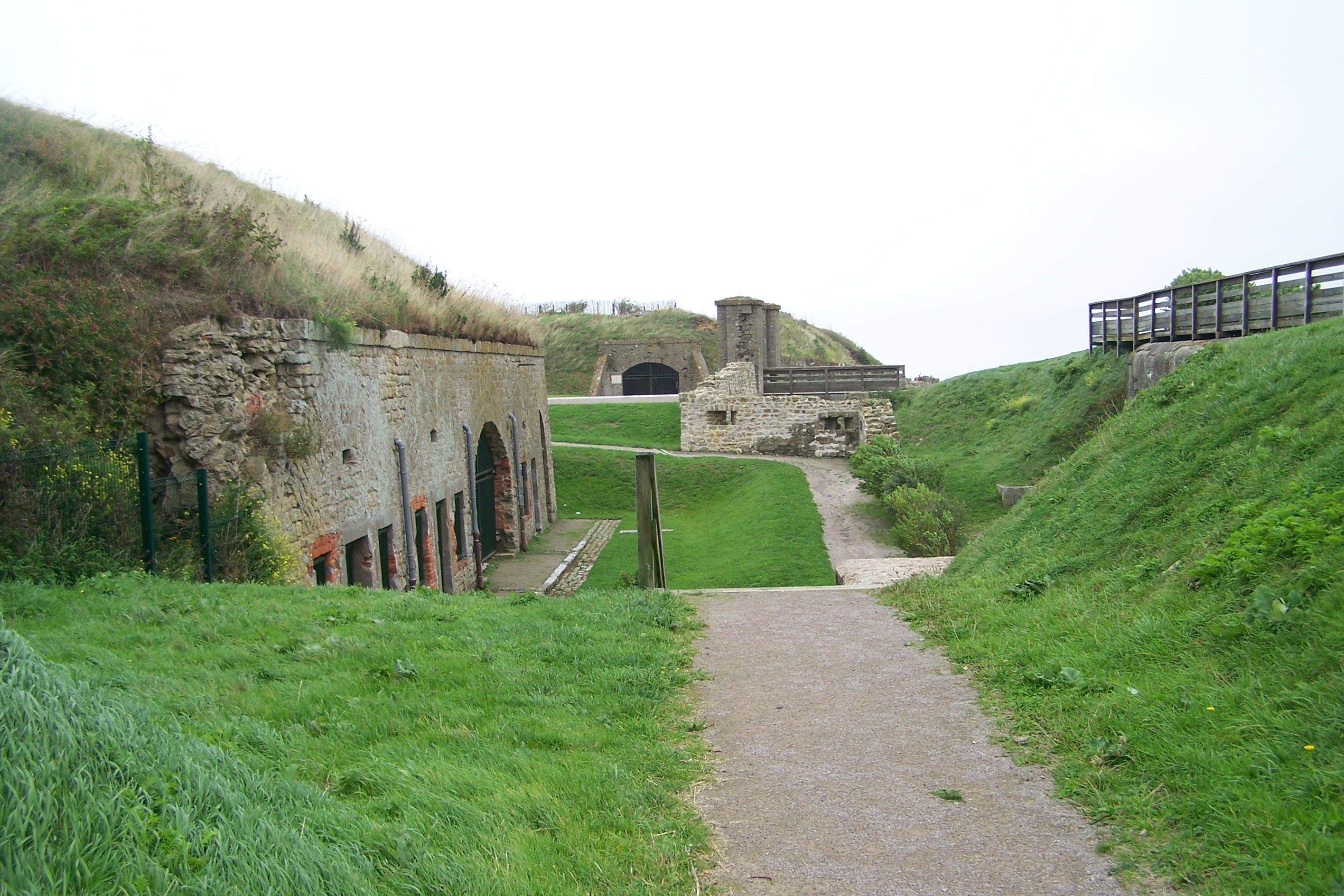
Fort d'Alprech